# 闫庄乡
闫庄乡，曾是中华人民共和国山西省晋中市昔阳县下辖的一个乡镇级行政单位。2021年4月，撤销闫庄乡，分别并入东冶头镇、赵壁乡。将原闫庄乡的台上、民安、河上、河下、鸦掌5个村委会划归东冶头镇管辖，将闫庄、陈村、赵庄、张家庄、峰洼、东庄6个村委会划归赵壁乡管辖。

## 行政区划
闫庄乡下辖以下地区：
闫庄村、陈村、赵庄村、张家庄村、东庄村、台上村、峰洼村、张柱村、杏庄村、楼上村、民安村、鸦掌村、河上村和河下村。